# Sandlot Games
Sandlot Games és una empresa dedicada al desenvolupament i distribució de videojoc casual fundada el 2002. Guanyadora de diversos premis, entre ells el reconeixement de Yahoo! i IGN, els seus títols se centren en els jocs d'estratègia de públic familiar, títols que cedeixen a diversos portals online per a la seva descàrrega als ordinadors i altres aparells amb connexió a la xarxa.
Els jocs de més èxit de la companyia són els de les sagues:
- Cake Mania
- Glyph
- Super Granny
- Tradewinds
- Westward